# آزادراه (فیلم ۱۳۸۹)
آزادراه فیلمی به کارگردانی عباس رافعی و نویسندگی علیرضا محمودی ایرانمهر محصول سال ۱۳۸۹ است.

## بازیگران
- مهدی پاکدل، در نقش سلمان
- هومن سیدی، در نقش مرتضی
- بهنوش طباطبایی، در نقش پریسا
- حسن علیرضایی، در نقش مجید
- حبیب اسماعیلی، در نقش فلاح
- رامین راستاد، در نقش سعید
- تینا آخوندتبار، در نقش خواهر سعید
- دانیال نوروش، در نقش برادر سعید